# Wallaby de Parma
Macropus parma
Espèce
Répartition géographique
Statut de conservation UICN

 NT  : Quasi menacé
Le Wallaby de Parma (Macropus parma) est une espèce de wallaby qui a été décrite pour la première fois par le naturaliste John Gould dans les années 1840. Animal craintif vivant dans les forêts sclérophylles du sud de la Nouvelle-Galles du Sud, il n'a jamais existé en grande quantité et dès la fin du XIXe siècle il semblait disparu.
En 1965, des travailleurs sur Kawau Island (près d'Auckland) essayant de détruire une colonie de wallabies de l'ile Eugène, une espèce largement répandue en Australie, furent surpris de constater qu'un certain nombre des animaux n'étaient pas des wallabies de l'île Eugène mais les survivants inattendus d'une espèce qu'on croyait disparue depuis longtemps: le wallaby de Parma. On arrêta les travaux d'extermination et on captura les individus qu'on envoya en Australie et un peu de partout dans le monde avec l'espoir qu'ils puissent se reproduire en captivité et puissent finalement être réintroduits dans leur habitat d'origine.
L'intérêt renouvelé pour le wallaby de Parma amena à une autre surprise: en 1967 on découvrit qu'il en existait toujours dans les forêts près de la ville de Gosford en Nouvelle-Galles du Sud. On poussa les recherches dans la région et l'on s'aperçut que, même si l'animal n'était pas très répandu, on pouvait le rencontrer le long des forêts de la cordillère australienne depuis Gosford au sud, jusqu'à la frontière du Queensland au nord.
On s'aperçut très vite que les wallabies de Kawau Island étaient plus petits que ceux du continent australien même lorsqu'ils étaient bien nourris; cela semble confirmer que les animaux de petite taille avaient mieux survécu que les autres dans un environnement pauvre en ressources naturelles.
Le wallaby de Parma est le plus petit membre du genre Macropus, avec un poids de 3,2 à 5,8 kg, moins du dixième de celui de son cousin le kangourou roux. Il mesure environ cinquante centimètres de haut; il a un pelage clairsemé sur une queue noire de la même longueur que le corps. Sur le dos, le pelage est roux à gris brun devenant plus gris vers la tête et gris pâle sous le ventre. Très probablement, ces individus ont été aperçus dans les périodes où l'on croyait ce wallaby disparu mais il a dû être confondu avec un animal assez semblable comme le pademelon à pattes rouges ou le pademelon à cou rouge.
Comme les pademelons, il préfère vivre dans les forêts sclérophylles humides avec un sol largement boisé et des carrés de prairie bien qu'on puisse le rencontrer occasionnellement dans les forêts sèches d'eucalyptus et même dans les forêts fortement humides. C'est un animal surtout nocturne, se cachant dans les broussailles pendant la journée. Il sort de sa cachette peu avant la tombée du jour pour se nourrir d'herbe dans les clairières. C'est un animal essentiellement solitaire avec au plus deux ou trois individus se nourrissant ensemble dans des circonstances favorables.
Bien qu'il reste rare, le wallaby de Parma ne semble pas menacé à court terme; son habitat ne semble pas menacé et sa population augmente lentement.

## Galerie

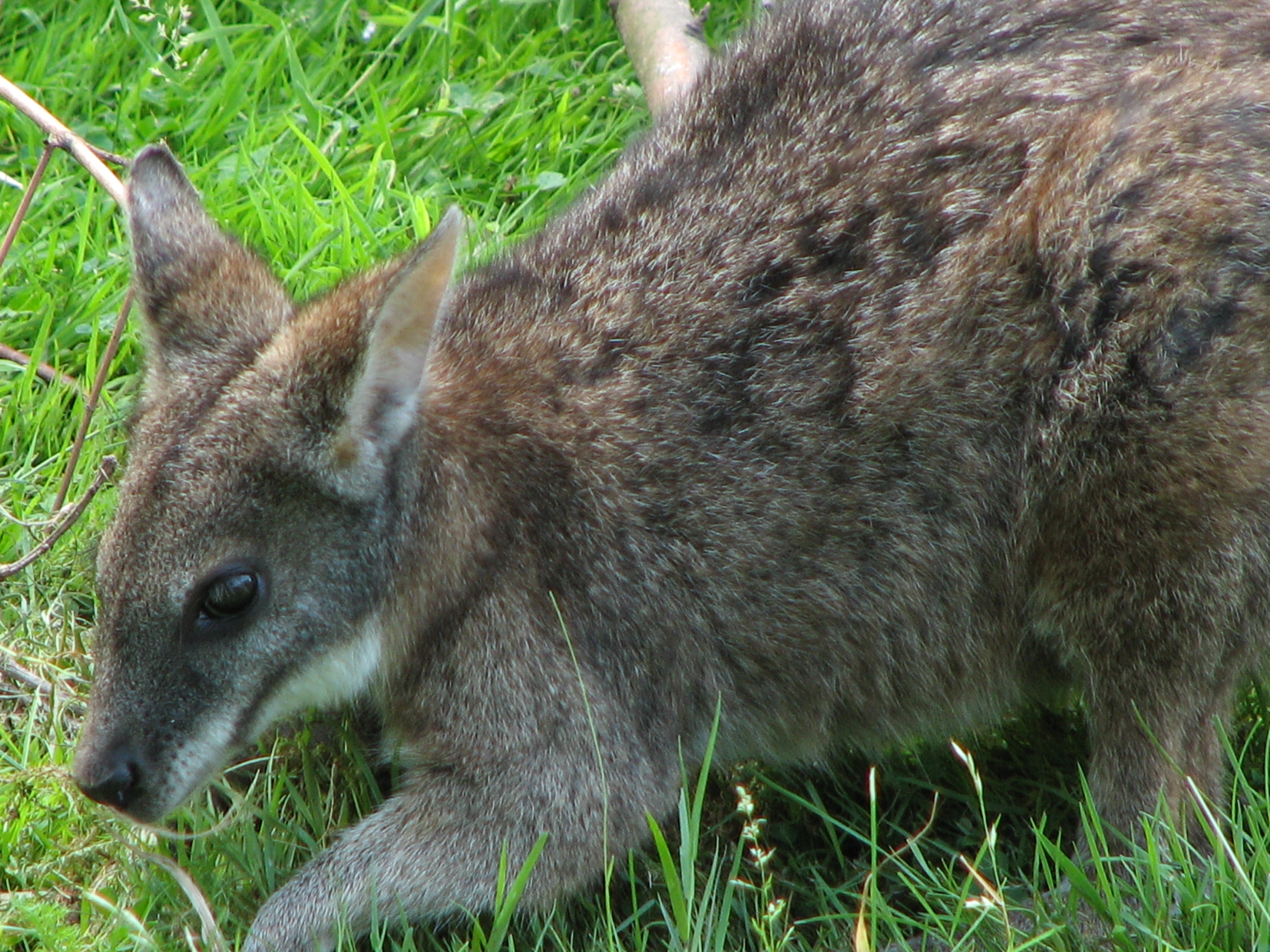
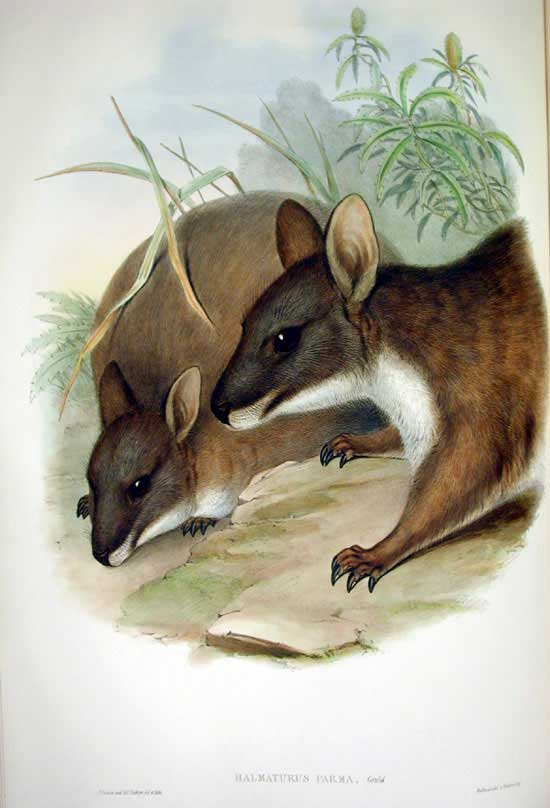